# Эркин, Ульви Джемаль
Ульви́ Джема́ль Эрки́н (тур. Ulvi Cemal Erkin; 14 марта 1906, Стамбул, Османская империя, ныне Турция — 15 сентября 1972, там же) — турецкий композитор, пианист, дирижёр и педагог. Государственный артист Турции (1971).

## Биография
Окончил Галатасарайский лицей. Учился композиции у Нади Буланже в Нормальной школе музыки. Вместе с композиторами Ахмедом Аднаном Сайгуном, Неджилем Кязымом Аксесом, Джемалем Решитом Реем и Хасаном Феритом Алнаром, входил в «Турецкую пятёрку» ведущих турецких композиторов. В 1960—1970-х годах был дирижёром оркестров Анкарской консерватории и Анкарской государственной опере. Много гастролировал как пианист (в 1963 в СССР), исполняя как правило собственные сочинения. С 1936 года занимается преподавательской деятельностью. Был профессором Анкарской консерватории (класс фортепиано), а в 1949-1951 годах был её директором. Похоронен на мемориальном кладбище в Анкаре (тур. Karşıyaka Mezarlığı). В 1985 году в Турции вышла почтовая марка с изображением композитора.
В 1932 году женился на Ферхунде Ремзи, пианистке и педагоге.

## Сочинения
- Балет «Келоглан» / Keloğlan (1950, Анкара)
- 3 симфонии (1946, 1958, 1966)
- Концерт для фортепиано с оркестром (1942)
- Концерт для скрипки с оркестром
- фортепианные пьесы

## Награды
- 1959 — Орден Почётного легиона (Chevalier)
- 1970 — Орден Почётного легиона (Officier)
- 1971 — Государственный артист Турции